# Thông liên nhĩ
Thông liên nhĩ (TLN) là một dạng bệnh tim bẩm sinh làm cho máu chảy giữa hai buồng tim được gọi là nhĩ trái và nhĩ phải. Bình thường nhĩ trái và nhĩ phải tách biệt nhau bởi một vách được gọi là vách liên nhĩ. Nếu vách này bị khiếm khuyết hoặc không có, máu giàu oxy có thể chảy trực tiếp từ bên trái của tim để trộn với máu kém oxy ở bên phải của tim và ngược lại. Điều này có thể dẫn đến máu động mạch cung cấp cho não, các cơ quan và các mô có nồng độ oxy thấp hơn bình thường. Tuy nhiên TLT có thể không gây các dấu hiệu hoặc triệu chứng dễ nhận thấy, đặc biệt nếu lỗ thông nhỏ.
Một "luồng thông" là sự xuất hiện toàn bộ dòng máu qua lỗ thông. hoặc từ trái qua phải hoặc từ phải qua trái. Lượng máu qua lỗ thông, nếu có, quyết định ý nghĩa huyết động của bệnh TLN. "Luồng thông phải trái" điển hình đưa đến tiên lượng nguy hiểm.
Trong quá trình phát triển của thai, vách liên nhĩ phát triển để phân chia nhĩ trái và phải. Tuy nhiên, một lỗ ở vách được gọi là lỗ bầu dục cho phép máu từ nhĩ phải qua nhĩ trái trong quá trình phát triển của thai. Lỗ thông này cho phép máu không đi qua phổi thai không có chức năng, trong khi thai vẫn nhận oxy từ nhau. Một lớp mô được gọi là vách nguyên phát hoạt động như một van tại lỗ bầu dục trong quá trình phát triển thai. Sau khi sinh áp lực bên phải của tim giảm khi phổi mở và bắt đầu hoạt động, làm cho lỗ bầu dục đóng hoàn toàn. Khoảng 25% ở người trưởng thành lỗ bầu dục này không đóng hoàn toàn. Trong  những trường hợp này, bất kỳ một sự tăng áp lực trong hệ tuần hoàn phổi (do tăng áp phổi, tạm thời trong khi ho v.v.) có thể làm lỗ bầu dục vẫn còn mở. Trường hợp này được gọi là tồn tại lỗ bầu dục, một loại thông liên nhĩ.

## Sinh lý bệnh
Ở những người bình thường, các buồng tim bên trái có áp lực cao các buồng tim bên phải. Điều này do thất trái phải tạo đủ áp lực để bơm máu đi kháp cơ thể trong khi thất phải chỉ tạo áp lực vừa đủ để bơm máu lên phổi.
Trong trường hợp TLN lỗ lớn (> 9 mm), có thể gây shunt trái-phải rõ trên lâm sàng, máu sẽ chảy từ nhĩ trái sang nhĩ phải. Lượng máu tăng thêm từ nhĩ trái có thể gây tăng gánh thể tích cho cả nhĩ phải và thất phải. Nếu không được điều trị, tình trạng này có thể gây lớn tim phải và cuối cùng suy tim.
Bất cứ quá trình nào làm tăng áp lực thất trái có thể làm nặng thêm đường nối (shunt) trái-phải. Quá trình này bao gồm tăng huyết áp, gây tăng áp lực thất trái để mở van động mạch chủ trong quá trình tâm thu thất và bệnh động mạch vành làm tăng độ cứng của thất trái, do đó tăng áp lực đổ đầy của thất trái trong quá trình tâm trương thất. Shunt trái-phải tăng áp lực đổ đầy của thất phải (tiền tải) và lực thất phải để bơm nhiều máu hơn thất trái. Sự tăng tải liên tục này của tim phải sẽ gây tăng tải toàn bộ mạch máu phổi. Cuối cùng, tăng áp lực phổi xảy ra.
Tăng áp phổi sẽ gây thất phải chịu tăng hậu tải. Thất phải sẽ tạo áp lực cao hơn để cố gắng vượt qua tăng áp phổi. Điều này có thể dẫn đến suy thất phải (giãn và chức năng tâm thu thất phải giảm).
Khi áp lực nhĩ phải tăng tăng bằng áp lực nhĩ trái, sẽ không còn độ dốc (gradient) áp lực giữa các buồng tim này và đường nối (shunt) trái-phải giảm hoặc ngừng. Nói cách khác, không còn dòng máu chảy qua TLN.
Nếu TLN không được điều trị, tăng áp phổi tiến triển và áp lực phía bên phải của tim sẽ lớn hơn phía bên trái của tim. Sự đảo ngược gradient áp lực này qua TLN gây shunt đổi chiều, shunt phải-trái tồn tại. Hiện tượng này được gọi là hội chứng Eisenmenger. Khi shunt phải-trái xảy ra, một phần máu nghèo oxy sẽ chảy qua bên trái của tim và được tống vào hệ mạch máu ngoại vi. Điều này sẽ gây các dấu hiệu tím.

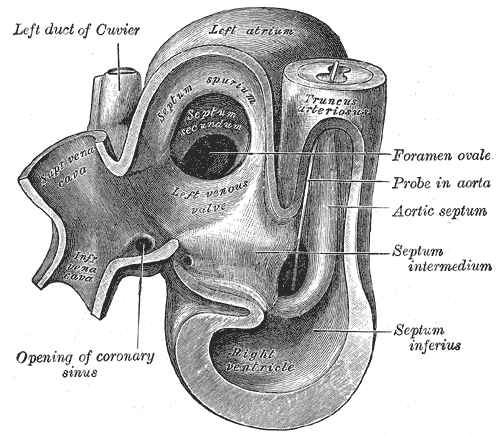
Tim của thai người khoảng 35 ngày tuổi
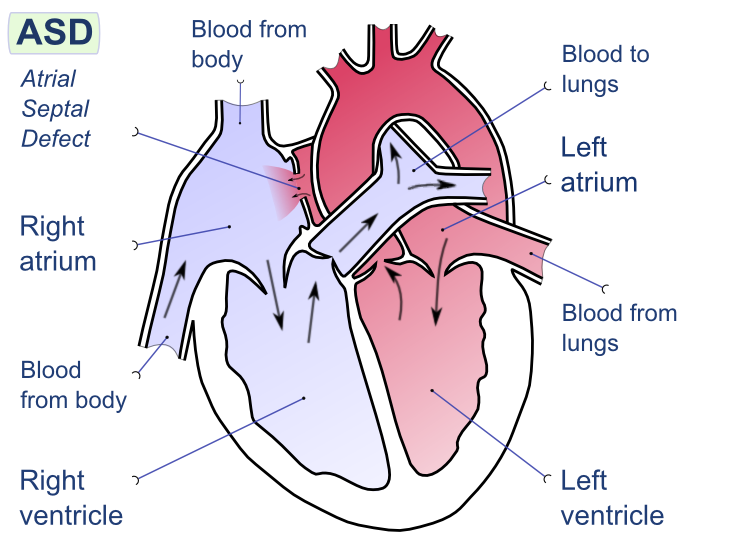
Thông liên nhĩ có luồng thông trái-phải
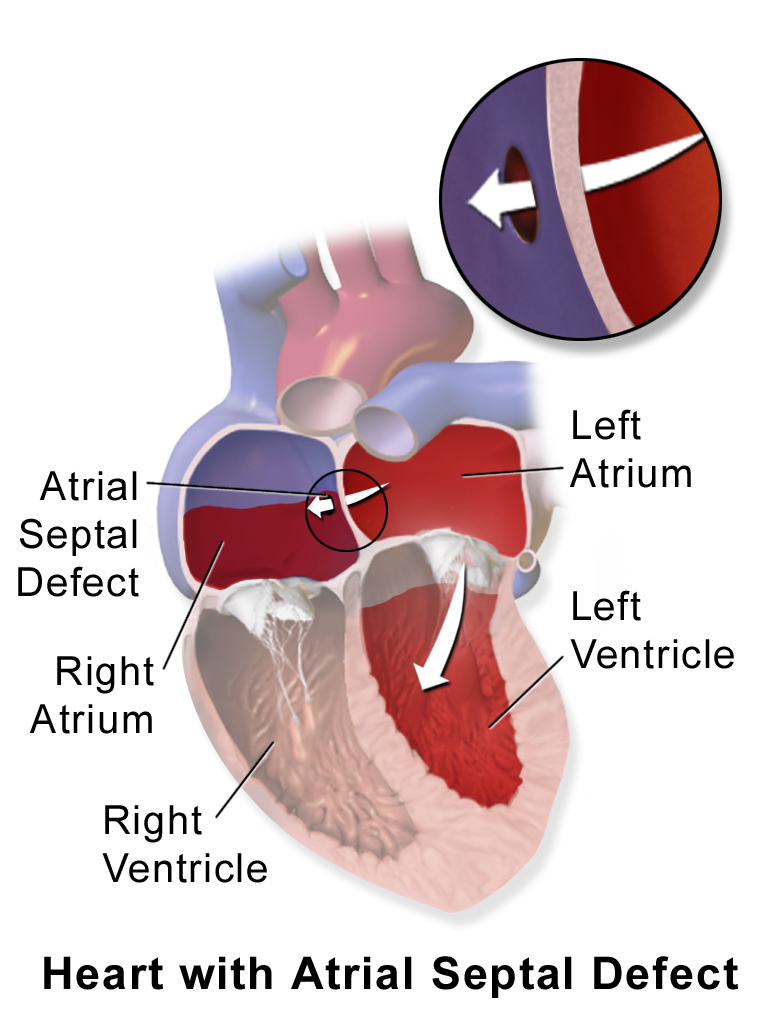
Hình ảnh minh họa Thông liên nhĩ.

## Dịch tễ học
Thông liên nhĩ được phát hiện 1/1500 trẻ sinh ra sống. Tồn tại lỗ bầu dục rất phổ biến (10-20% người trưởng thành) nhưng không có triệu chứng và do đó không được chẩn đoán. TLN chiếm đến 30-40% tổng số bệnh tim bẩm sinh thấy ở người lớn.
TLN lỗ nguyên phát chiếm 7% tổng số bệnh tim bẩm sinh. Bệnh xảy ra nhiều ở nữ, tỷ lệ nam/nữ là 1:2.

## Nghiên cứu gen
Tháng 5/2013 GS Bernard Keavney tại Viên tim Anh đã phát hiện một gen mới có liên quan đến bệnh. Theo nghiên cứu sự thay đổi di truyền phổ biến gần gen được gọi là MSX1 có liên quan mạnh đến nguy cơ bị TLN.

## Các loại Thông liên nhĩ
Thông liên nhĩ lỗ thứ phát

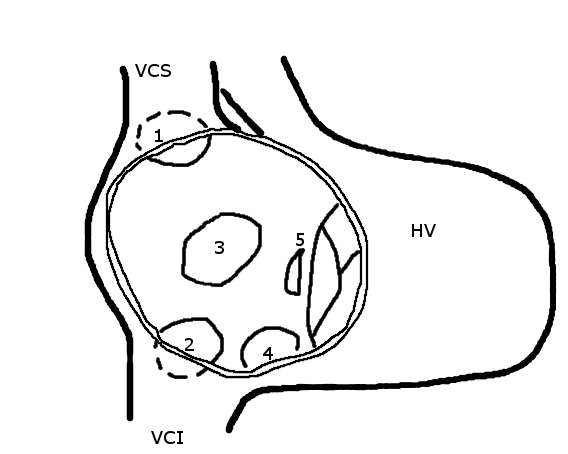
Hình vẽ mô tả vị trí của các loại TLN khác nhau, mặt cắt nhìn từ nhĩ phải. HV: thất phải; VCS: tĩnh mạch chủ trên; VCI: tĩnh mạch chủ dưới; 1: TLN xoang tĩnh mạch trên; 2: TLN xoang tĩnh mạch dưới; 3: TLN lỗ thứ phát; 4: TLN liên quan xoang vành; 5; TLN lỗ nguyên phát.

TLN lỗ thứ phát là loại TLN phổ biến nhất chiếm 6-10% tống số bệnh TBS.
TLN lỗ thứ phát thường do lỗ bầu dục lớn lên, sự phát triển không đầy đủ của vách thứ phát hoặc do sự hấp thu quá mức của vách nguyên phát. 10 đến 20% bệnh nhân TLN lỗ thứ phát cũng có sa van hai lá.
Nếu TLN lỗ thứ phát kèm hẹp van hai lá mắc phải thì được gọi là hội chứng Lutembacher.

## Tiến triển
Hầu hết bệnh nhân bị TLN lỗ thứ phát không được điều trị không có triệu chứng có ý nghĩa cho đến lúc mới trưởng thành. Trên 70% có triệu chứng lúc 40 tuổi. Các triệu chứng điển hình là giảm khả năng gắng sức, dễ mệt, đánh trống ngực và ngất.
Các biến chứng của TLN lỗ thứ phát không được điều trị bao gồm tăng áp phổi, suy tim phải, rung nhĩ hoặc flutter nhĩ, ngất và hội chứng Eisenmenger.
Tăng áp phổi ít khi xảy ra trước 20 tuổi, xảy ra 50% ở tuổi trên 40. Tiến triển đến hội chứng Eisenmenger xảy ra 5-10% bệnh nhân trong giai đoạn muộn của bệnh.

## Tồn tại lỗ bầu dục
Tồn tại lỗ bầu dục là một lỗ thông nhỏ ít có ảnh hưởng huyết động, nó là di tích của lỗ bầu dục thai. Về mặt lâm sàng, nó liên quan đến bệnh trầm cảm, tắc mạch và bệnh migraine. Trên siêu âm tim, có thể không thấy shunt trừ khi bệnh nhân ho.

## Thông liên nhĩ lỗ nguyên phát
TLN lỗ nguyên phát được phân loại là một TLN, nhưng thường được phân loại như một kênh nhĩ thất. TLN lỗ nguyên phát ít gặp hơn so với TLN lỗ thứ phát.

## Thông liên nhĩ xoang tĩnh mạch
TLN xoang tĩnh mạch là một loại TLN mà lỗ thông nằm ở vách có liên quan đường tĩnh mạch vào của hoặc tĩnh mạch chủ trên hoặc tĩnh mạch chủ dưới.
TLN xoang tĩnh mạch liên quan tĩnh mạch chủ trên chiếm 2-3% tổng số TLN. Nó nằm ở vị trí chủ nối tĩnh mạch chủ trên và nhĩ phải. Thường liên quan đến nối liền bất thường của các tĩnh mạch phổi phải vào nhĩ phải (thay vì nối liền bình thường của các tĩnh mạch phổi vào nhĩ trái).

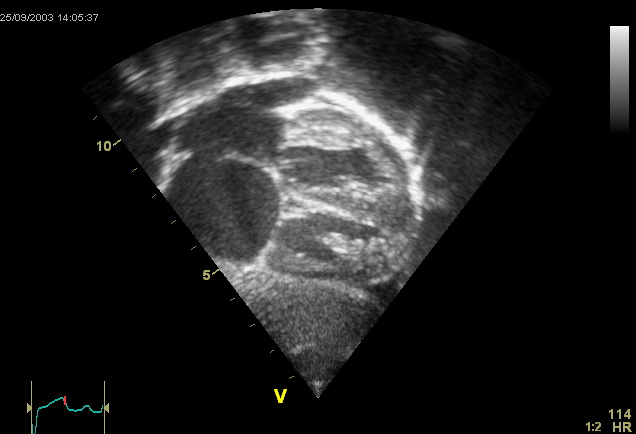
Hình ảnh siêu âm tim được thấy ở mặt cắt dưới sườn. Mõm tim ở bên phải, các tâm nhĩ ở bên trái. TLN được thấy là sự không liên tục của dải màu trắng của vách liên nhĩ. Nhĩ phải lớn ở dưới. Các tĩnh mạch phổi lớn đi vào nhĩ trái ở trên.

## Nhĩ chung hoặc một nhĩ
Nhĩ chung là do không phát triển các thành phần phôi thai cấu tạo phức hợp vách nhĩ. Nó thường liên quan hội chứng chuyển vị.

## Thông liên nhĩ kết hợp
Vách liên nhĩ có thể được chia làm 5 phần vách. Nếu lỗ thông ảnh hưởng từ 2 phần trở lên thì được gọi là TLN kết hợp.

## Chẩn đoán

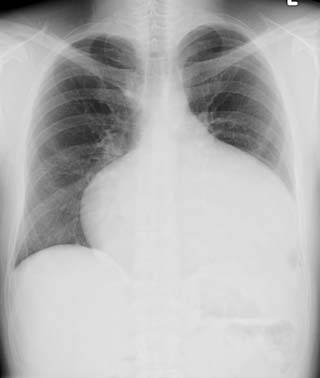
Hình ảnh X quang ngực bất thường ở bệnh nhân bị TLN

Hầu hết trẻ em bị thông liên nhĩ có ý nghĩa được chẩn đoán trong tử cung hoặc lúc còn nhỏ nhờ siêu âm tim hoặc nghe tim khi khám thực thể.
Sự phát triển các dấu hiệu và các triệu chứng do TLN liên quan kích thước của shunt trong tim. Các bệnh nhân bị shunt lớn hơn có khuynh hướng biểu hiện triệu chứng lúc nhỏ.
Người lớn bị TLN chưa được điều trị sẽ biểu hiện triệu chứng khó thở khi gắng sức, suy tim sung huyết hoặc ta biến mạch máu não (ngất). Khi xét nghiệm thường qui có thể phát hiện X quang ngực bất thường hoặc ECG bất thường và có thể bị rung nhĩ. Nếu TLN gây shunt trái-phải, mạch máu phổi ở hai bên phổi có thể biểu hiện giãn trên X quang ngực do tăng lưu lượng máu lên phổi.

## Khám thực thể nghe tim
Các triệu chứng thực thể ở người lớn bị TLN bao gồm các triệu chứng có liên quan trực tiếp đến shunt trong tim và các triệu chứng thứ phát do suy tim phải.
Khi nghe tim, có thể có tiếng thổi tống máu tâm thu do van động mạch phổi. Điều này do tăng lưu lượng máu qua van động mạch phổi hơn là do bất thường cấu trúc của các lá van.
Ở bệnh nhân không được điều trị có sự thay đổi liên quan hô hấp sự tách đôi của tiếng T2. Trong quá trình hít vào, áp lực âm trong lồng ngực làm tăng lượng máu trở về bên phải của tim. Thể tích máu tăng trong thất phải làm van động mạch phổi mở dài hơn trong quá trình tâm thu thất. Điều này làm chậm bình thường thành phần P2 của tiếng T2. Trong quá trình thở ra, áp lực dương trong đường thở làm giảm lượng máu trở về bên phải của tim. Thể tích máu giảm trong thất phải làm cho van động mạch phổi đóng sớm hơn vào cuối kỳ tâm thu thất, gây thành phần P2 xảy ra sớm hơn.
Ở bệnh nhân bị TLN, có sự tách đôi cố định của tiếng T2. Lý do có sự tách đôi cố định của tiếng tim thứ 2 là do có thêm lượng máu trở về trong kỳ thở ra giữa nhĩ trái và nhĩ phải do luồng thông giữa hai nhĩ.
Thất phải bị tăng gánh liên tục do shunt trái-phải tạo sự tách đôi rộng tiếng T2. Do hai tâm nhĩ liên quan nhau qua lỗ thông, kỳ hít vào không tạo ra sự khác biệt lớn về áp lực giữa chúng và không có tác động trên sự tách đôi của tiếng T2. Do vậy, T2 tách đôi cùng mức độ trong quá trình hít vào và thở ra và được gọi là "cố định".

## Siêu âm tim
Siêu âm tim qua thành ngực có thể phát hiện thông liên nhĩ khi có dòng chày màu từ nhĩ trái qua nhĩ phải.
Khi siêu âm tim qua thành ngực còn nghi ngờ TLN, người ta sử dụng siêu âm tim qua thực quản.